# 更埴市
更埴市（日语：／ Kōshoku shi */?）是位于長野縣北部的一個已不存在的市。設立于1959年（昭和34年），由更級郡稻荷山町與八幡村、埴科郡埴生町與屋代町合併成立。2003年（平成15年）9月1日，與更級郡上山田町、埴科郡戶倉町合併為千曲市。